# Харалсон (Џорџија)
Харалсон (Џорџија) (енгл. Haralson) град је у америчкој савезној држави Џорџија. По попису становништва из 2010. у њему је живело 166 становника.

## Демографија
Према попису становништва из 2010. у граду је живело 166 становника, што је 22 (15,3%) становника више него 2000. године.
| Група             | 2000.       | 2010.       |
| Белци             | 121 (84,0%) | 133 (80,1%) |
| Афроамериканци    | 10 (6,9%)   | 20 (12,0%)  |
| Азијати           | 2 (1,4%)    | 0 (0,0%)    |
| Хиспаноамериканци | 0 (0,0%)    | 8 (4,8%)    |
| Укупно            | 144         | 166         |